# Withington, Greater Manchester
Withington är en stadsdel i Manchester, i distriktet Manchester, i grevskapet Greater Manchester, i England. Denna ward hade 15 439 invånare år 2021. Withington var en civil parish från 1866 till 1910 då den blev en del av South Manchester. Denna civil parish hade 16 050 invånare år 1901. Withington var ett distrikt från 1894 till 1904.